# Daniel Albrecht von Burghagen
Daniel Albrecht von Burghagen auch David Albrecht von Burghagen (* um 1688 in der Prignitz; † nach 1742 auf Taplacken, Kreis Fischhausen) war ein preußischer Major und Kommandeur eines Grenadierbataillons.

## Leben
Daniel Albrecht v. Burghagen entstammte der märkischen Familie Burghagen, die sich nach ihrem Stammgut Burghagen in der Prignitz benannte. Er trat um 1705 in die Preußische Armee ein und wurde nach zehnjähriger Dienstzeit 1715 mit Patent vom 12. November 1714 zum Sekondeleutnant im Infanterieregiment Nr. 14 unter Albrecht Konrad Finck von Finckenstein befördert. Er avancierte in diesem Regiment bis zum Major. Während des Ersten Schlesischen Krieges führte er von 1740 bis 1741 bzw. von 1741 bis 1742 ein Grenadierbataillon, das aus je zwei Grenadierkompanien der Regimenter Nr. 3 und Nr. 14 zusammengesetzt war. Sein Bataillon war u. a. Ende April 1741 an einer Schlacht bei der Stadt Brandenburg an der Havel beteiligt. Er nahm 1742 seinen Abschied und zog sich auf sein ostpreußisches Landgut Taplacken zurück.
Burghagen war mit Anna Elisabeth von Negelein (* 1707) verheiratet, Tochter des Oberbürgermeisters von Königsberg Christoph Aegidius von Negelein (1668–1746) und Schwester des preußischen Hofgerichtspräsidenten Julius Aegidius von Negelein (1706–1772). Aus der Ehe gingen vier Töchter hervor.